# Seguyopiara kaplanae
Seguyopiara kaplanae är en tvåvingeart som beskrevs av Steyskal 1990. Seguyopiara kaplanae ingår i släktet Seguyopiara och familjen bredmunsflugor. Inga underarter finns listade i Catalogue of Life.